# Wilmot (Arkansas)
Wilmot è una città degli Stati Uniti d'America situata nello Stato dell'Arkansas, nella Contea di Ashley.